# M/S Pride of Rotterdam
M/S Pride of Rotterdam (tillsammans med systerfartyget M/S Pride Of Hull) är P&O Ferries flaggskepp. Fartygen avgår klockan 21:00 varje kväll för en resa över Nordsjön på 12 timmar mellan Kingston upon Hull (England) och Rotterdam (Nederländerna). Fartyget byggdes på Fincantieris Marghera-varv i Venedig. Pride of Rotterdam tog mindre än 14 månader att bygga.

## Fordonskapacitet
Bildäcket för personbilar och husvagnar är åtskilt från utrymmet där lastbilar transporteras. Detta bildäck åtkoms via sidan på skeppet för snabbare på- och avlastning. Det 2,7 meter höga bildäcket är designat för att ackommodera 250 bilar, husvagnar etc.
Fraktkapaciteten på Pride of Rotterdam är 3 345 meter. Dessa fraktdäck åtkoms via en 18 meter bred och 12,5 meter hög aktre ramp. Huvuddäcket är helt platt för en enkel lastning av trailers. Vid bordning så förs fordonen upp med ena sidan av fartyget och svängs om i fören, för att sedan lastas på mot aktern av skeppet.
På däck 3 finns 1483 lastmeter (3,1m brett, 7m högt), medan däck 5 ger 1560 meter. Varje ramp är 58 meter lång och 3,4 meter bred. Medan däcket är 4,8 meter högt, så är det öppet akterut, och tillåter därmed farlig last. (Alla lägre däck, 3-7, är låsta under segling)